# Берізки (Первомайський район)
Бері́зки — село в Україні, у Кривоозерській селищній громаді Первомайського району Миколаївської області. Населення становить 1280 осіб.

## Історія
Існує щонайменше з 1650 року. Зображено на «Спеціальній карті» Гійома де Боплана, яка вийшла в світ того року.
Під час організованого радянською владою Голодомору 1932—1933 років померло щонайменше 47 жителів села.

## Населення

### Мова
Розподіл населення за рідною мовою за даними перепису 2001 року:
| Мова       | Кількість | Відсоток |
| ---------- | --------- | -------- |
| українська | 1257      | 98.20%   |
| російська  | 10        | 0.78%    |
| румунська  | 6         | 0.47%    |
| вірменська | 3         | 0.23%    |
| білоруська | 2         | 0.16%    |
| болгарська | 2         | 0.16%    |
| Усього     | 1280      | 100%     |

## Відомі люди
- Галущинський Олександр Леонідович (1973—2015) — старший солдат Збройних сил України, учасник російсько-української війни 2014—наші дні.